# Стара воденица у Деспотовцу
Стара воденица у Деспотовцу једина је преостала воденица у Деспотовцу. Изграђена је у првој половини XIX века. Заштићена је као споменик културе од 2001. године.

## Положај и изглед
Стара воденица је позната и као манастирска воденица. Тачна година изградње није позната, али се на основу расположивих података претпоставља да је настала до 1835. године. Највероватније су је заједно градили кнез Ђорђе и породица Стаић, имајући у виду њену величину од пет витла. 
Настојатељ манастира Манасија, архимандрит Евгеније Симоновић је 1855. године обновио воденицу и том приликом јој је додао још једно витло. Овакав изглед воденица је задржала и данас, уз мање преградње и увођење електричног млина.
Све до шездесетих година XX века, воденица је активно радила уз честу промену власника. Један део воденице је припадао и манастиру Манасија, али је манастир био принуђен да свој део прода. Ипак, данас је воденица позната као манастирска воденица. 
Престанак рада воденице је водио ка њеном пропадању све до 1996. године када су на њој извршени већи радови. Том приликом воденица је обновљена и уређена. 
Воденица је правоугаоне основе величине 7,8 m x 18,5 m. Изграђена је од ломљеног камена чији су углови обрађени од правилних блокова пешчара. 
На бочним, ужим странама грађевине налазе се по једна врата, док се на низводној, подужној фасади налази четири прозора. Такође, у кориту јаза изведени су лучни отвори, по два на низводној и по три на узводној страни. Сви зидови су са спољне стране дерсовани малтером.
Над јазом је постојала и дрвена подна конструкција која је била сачињена од храстових стубова и греда. Осам храстових греда се некада налазило, са улогом носача двоводне кровне конструкције која је била покривена ћерамидом. 
Данас је у воденици од шест сачувано четири витла. Такође, очуван је и велики дрвени сандук за мељаву- ушур. Воденичка постројења се налазе на масивним подужним гредама уз узводни зид. Због различитих интервенција оригинална витла и корубе нису сачувани. У воденици је постојало и огњиште, али и соба за воденичара.